# Піпа звичайна
Піпа звичайна (Pipa pipa) — вид земноводних з роду Піпа родини Піпові. Інша назва суринамська піпа.

## Опис
Загальна довжина досягає 15—20 см. Спостерігається статевий диморфізм: самиця більша за самця. Голова, широка, зливається із тулубом. Морда загострена. Очі малі і повернені догори. Має майже чотирикутне тіло, добре розвинені легені. Передні лапи тонкі з довгими чотирироздільними на кінцях пальцями, що не з'єднані плавальною перетинкою. Задні кінцівки товстіші, досить довгі і мають плавальну перетинку. Шкіра, особливо у старих тварин, ороговіла та зморшкувата. Від кутів рота і попереду очей звисають шкірні клапті.
Забарвлення спини жовтувате, що переходить іноді у чорнувато-буре. Нижня сторона тіла світліше, іноді з білими плямами або ж прикрашена чорною смугою, що йде уздовж черева.

## Спосіб життя
Полюбляє тропічні ліси, трапляється зрошувальних каналах на плантаціях, під час посухи тримається в майже висохлих калюжах, у період дощів, коли зливи затоплюють всі лісисті місця, ця піпа, не покидаючи води, бродить по всьому лісу. Веде водний спосіб життя. Зустрічається на висоті до 400 м над рівнем моря. Живиться ракоподібними, рибою.
Статева зрілість настає у 6 років. Розмноження припадає на період дощів. Голос самця нагадує цокання годинника. При паруванні, яке триває добу, самець тримає самицю над задніми лапами. Клоака самиці у вигляді великої торби являє собою своєрідний яйцеклад, який самиця, що парується, просуває під самцем до себе на спину. Самець натискає на яйцеклад і поодинці видавлює з нього яйця. Таким чином вони майже рівномірно розподіляються по спині самки і потрапляють в розташовані на ній «комірки» завглибшки 10—15 мм, які незабаром після потрапляння в неї яйця приймають шестигранну форму. Зверху вони вкриті шкірястою кришечкою діаметром 5—6 мм, що утворюється з яйцевих оболонок. Перегородки, що розділяють комірки, дуже тонкі і багаті кровоносними судинами. Яйця багаті жовтком і досягають розмірів 6—7 мм в діаметрі. У початковій стадії розвитку вони важать 2,95 г, а до кінця — 3,37 г. Вони отримують воду і поживні речовини з організму матері. Кількість яєць у кладці коливається від 40 до 114. Розвиток триває 82 дні. Молода піпа, цілком сформована, розриває клітинку та залишає її. Самиця стирає залишки «комірок» об каміння чи рослини і після линяння вкривається новою шкірою.

## Розповсюдження
Мешкає у Бразилії, Гаяні, Гвіані, Суринамі, Болівії, Колумбії, Еквадорі, Перу, Венесуелі, на о. Тринідад.